# Сич Олена Сергіївна
Оле́на Сергі́ївна Сич (нар. 20 лютого 1988, м. Прилуки, Чернігівська область, УРСР) — українська волейболістка, центральна блокуюча. Майстер спорту України.
Вихованка ДЮСШ м. Прилуки і «Спортліцей» м. Біла Церква. Кар'єра: «Регіна» (м. Рівне) — 2004—2006, «Сєвєродончанка» (м. Сєвєродонецьк) з 2006 року. Із сезону 2011/2012 грала за кордоном.
Гравець національної збірної України, в якій дебютувала у 2009 році.

## Досягнення
Чемпіонка України (1): 2008—09.

## Клуби
| Роки      | Команди                 |
| --------- | ----------------------- |
| 2004—2006 | «Регіна» (Рівне)        |
| 2006—2012 | «Сєвєродончанка»        |
| 2011—2012 | «Жетису» (Талдикорган)  |
| 2012—2013 | ТЕД (Анкара)            |
| 2012—2013 | «Нант»                  |
| 2013—2014 | «Лііга» (Еура)          |
| 2014—2015 | «Анортосіс» (Фамагуста) |